# بوماناهالی
بوماناهالی
شهر بوماناهالی (به انگلیسی: Bommanahalli) با جمعیت ۲۴۴٫۹۴۵ نفر در ایالت کارناتاکا در کشور هند واقع شده‌است.